# یوژف دمه
یوژف دِمِه (مجاری: Deme József؛ زادهٔ ۱۱ دسامبر ۱۹۵۱) قایقران کایاک اهل مجارستان است.